# Rukwiślad
Rukwiślad (Erucastrum (DC.) C.Presl) – rodzaj roślin należący do rodziny kapustowatych. Obejmuje od 19 do 27 gatunków. Występują one w Azji, Afryce i Europie. Rukwiślad francuski (E. gallicum) został zawleczony także do Ameryki Północnej. Gatunek ten należy także do polskiej flory jako zadomowiony antropofit, poza tym spotykany bywa rukwiślad rzepicholistny, r. rukwiolistny (E. nasturtiifolium) jako efemerofit.

## Morfologia

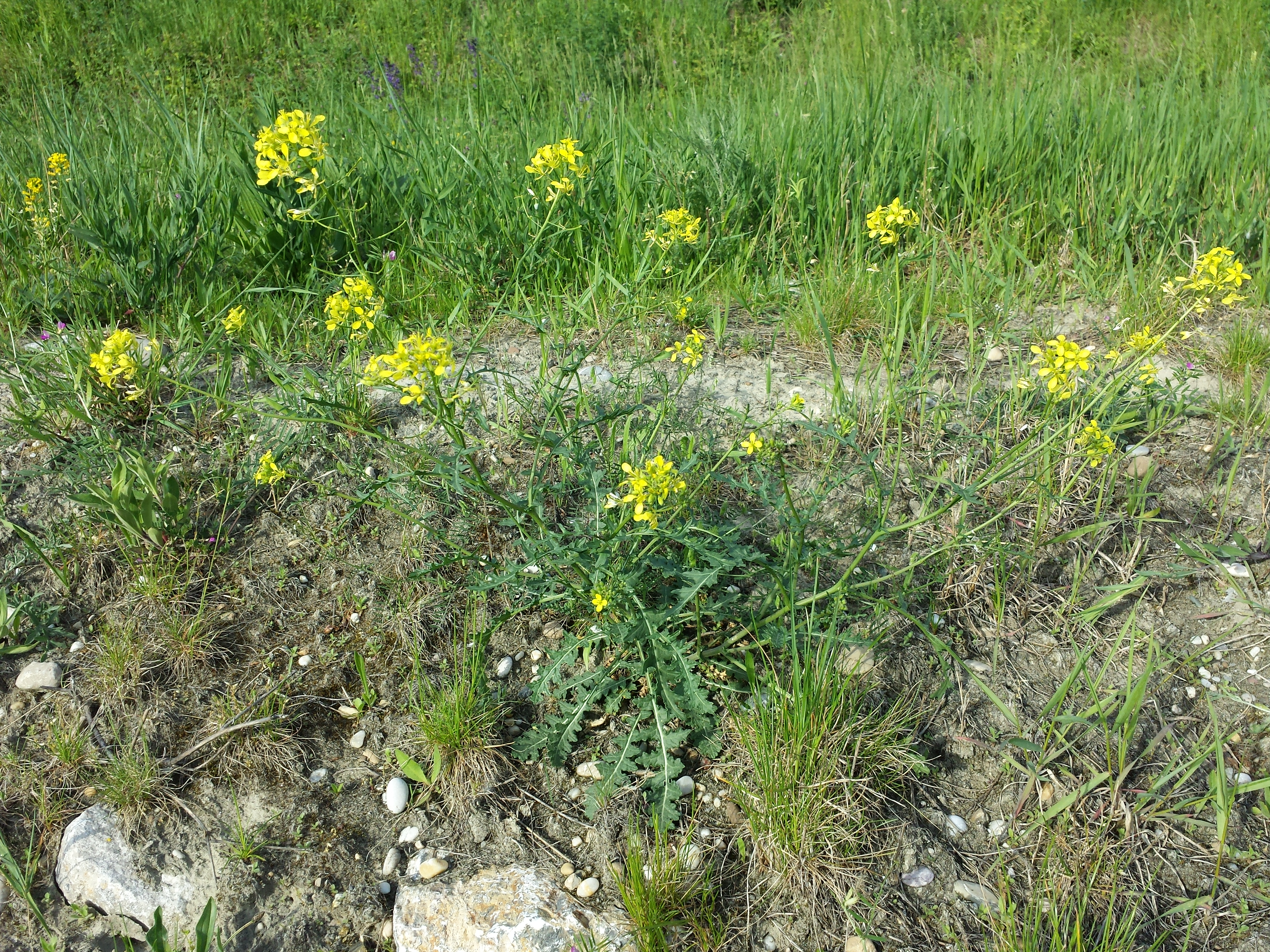
Erucastrum nasturtiifolium

PokrójRośliny jednoroczne i dwuletnie, rzadziej byliny i półkrzewy. Pędy pokryte są szczecinkowatymi, pojedynczymi włoskami. Pędy prosto wzniesione lub podnoszące się, nierozgałęzione lub rozgałęziające się.
LiścieSkrętoległe, łodygowe i czasem skupione w rozecie przyziemnej. Dolne liście lirowate, łodygowe pierzastodzielne lub niepodzielone, ale wówczas ząbkowane.
KwiatyPromieniste, obupłciowe, zebrane w wydłużające się podczas owocowania grona. Szypułki kwiatowe cienkie, podnoszące się lub rozpostarte. Działki kielicha prosto wzniesione, podługowate, boczne bez woreczkowatej ostrogi. Płatki korony żółte lub białe. Łatka całobrzega, stopniowo zwężona w paznokieć. Sześć pręcików, czterosilnych (dwa krótsze), z wyraźnymi miodnikami u nasady. Zalążnia górna, z 10–60 zalążkami w każdej z dwóch komór. Znamię główkowate.
OwocŁuszczyna równowąska, na przekroju spłaszczone, zaokrąglone lub czworoboczne, zwykle niemal poziomo odstające od łodygi i zakończone wyraźną, dzióbkowatą szyjką słupka. Nasiona ułożone jednorzędowo, rzadziej w środku w dwóch rzędach, jajowate i mniej lub bardziej spłaszczone.

## Systematyka
Pozycja systematyczna według APweb (aktualizowany system APG IV z 2016)
Należy do rodziny kapustowatych (Brassicaceae), rzędu kapustowców (Brassicales), kladu różowych (rosids) w obrębie okrytonasiennych (Magnoliophyta).
Pozycja w systemie Reveala (1993-1999)
Gromada okrytonasienne (Magnoliophyta Cronquist), podgromada Magnoliophytina Frohne & U. Jensen ex Reveal, klasa Rosopsida Batsch, podklasa ukęślowe (Dilleniidae Takht. ex Reveal & Tahkt.), nadrząd Capparanae Reveal, rząd kaparowce (Capparales Hutch.), podrząd Capparineae Engl., rodzina kapustowate (Brassicaceae Burnett), rodzaj rukwiślad (Erucastrum (DC.) C.Presl).
Wykaz gatunków
- Erucastrum abyssinicum  (A.Rich.) O.E.Schulz
- Erucastrum arabicum  Fisch. & C.A.Mey.
- Erucastrum austroafricanum   Al-Shehbaz & Warwick
- Erucastrum brevirostre  (Maire) Gomez-Campo
- Erucastrum canariense  Webb & Berthel.
- Erucastrum cardaminoides  (Webb ex Christ) O.E.Schulz
- Erucastrum elatum  (Ball) O.E.Schulz
- Erucastrum elgonense  Jonsell
- Erucastrum erigavicum  Jonsell
- Erucastrum gallicum  (Willd.) O.E.Schulz – rukwiślad francuski
- Erucastrum griquense  (N.E.Br.) O.E.Schulz
- Erucastrum ifniense  Gomez-Campo
- Erucastrum lasiocalycinum  Boiss.
- Erucastrum leucanthum  Coss. & Durieu
- Erucastrum littoreum  (Pau & Font Quer) Maire
- Erucastrum meruense  Jonsell
- Erucastrum nasturtiifolium   (Poir.) O.E.Schulz – rukwiślad rzepicholistny, r. rukwiolistny
- Erucastrum pachypodum  (Chiov.) Jonsell
- Erucastrum palustre  (Biv.) Vis.
- Erucastrum rifanum  (Emb. & Maire) Gomez-Campo
- Erucastrum rostratum  (Balf.f.) Gomez-Campo
- Erucastrum strigosum  (Thunb.) O.E.Schulz
- Erucastrum supinum  (L.) Al-Shehbaz & Warwick
- Erucastrum thellungii  O.E.Schulz
- Erucastrum varium  (Durieu) Durand
- Erucastrum virgatum  C.Presl
- Erucastrum woodiorum  Jonsell